# Maria Pascuala Caro Sureda
Maria Pascuala Caro Sureda (Palma, 17 de juliol de 1768 – Palma, 12 de desembre de 1827) fou una científica il·lustrada, doctora en filosofia i religiosa mallorquina.
De família pertanyent a l'aristocràcia valenciana i a la noblesa mallorquina, Maria Pascuala Caro i Sureda era filla del segon marquès de la Romana, Pere Caro i Fontes, i de Margalida Sureda i de Togores, hereva del gran patrimoni dels Sureda-Valero, aristòcrates il·lustrats mallorquins.
Excepcionalment per al seu temps, la seva mare va procurar que els seus fills, tant homes com dones, rebessin una educació formal, malgrat que a les filles no els va ser permès estudiar a la universitat. Així, Maria Pascuala Caro Sureda dominava les matèries filosòfiques, les ciències físiques i parlava set idiomes, entre els quals tenia un domini complet del llatí i l'àrab.
Entre les seves obres es troba Ensayo de Historia, Física y Matemáticas, que el 1781 es va publicar a València. Es va doctorar en filosofia a la Universitat Literària de València, fet insòlit per a una dona en aquell temps. El 1779 va ser anomenada Acadèmica de Mèrit de l'Acadèmia de San Carlos a València.
El 1789 va ingressar al Convent de les Dominiques de Santa Catalina de Siena situat a Palma i arribà a ser-ne priora. En aquest convent va desenvolupar una gran obra de temàtica poètica religiosa, com per exemple Novena del nacimiento de Nuestro Señor Jesucristo o poesías místicas.
D'ella es deia que era una dona modesta i senzilla a pesar de la seva genialitat, la seva bellesa i la seva jerarquia social. Va morir a l'edat de 59 anys.